# نانسي قالبرايث
نانسي قالبرايث (بالإنجليزية: Nancy Galbraith)‏ هي معلمة موسيقى وملحنة أمريكية، ولدت في 27 يناير 1951 في بيتسبرغ في الولايات المتحدة.

## وصلات خارجية
- نانسي قالبرايث على موقع ميوزك برينز (الإنجليزية)
- نانسي قالبرايث على موقع ديسكوغز (الإنجليزية)